# Pembroke (Pembrokeshire)
Koordinaten: 51° 40′ N, 4° 55′ W
Pembroke [ˈpɛmbɹʊk] (wal. Penfro) ist eine flämische Stadtgründung des Mittelalters am Eingang zum Mündungsgebiet Milford Haven in Südwales. Pembroke war ursprünglich Hauptstadt der Grafschaft Pembrokeshire und hat 7.214 Einwohner (Stand 2001).

## Geschichte
Das ältere Pembroke, 1090 durch Royal Charter inkorporiert, ist entlang eines schmalen Kalkstein-Höhenzugs gebaut und war von einer Stadtmauer umgeben. Das am westlichen Ende der Stadt aufragende, von Arnulf de Montgomery errichtete und das Haven-Gebiet dominierende Pembroke Castle war im 12. und 13. Jahrhundert Sitz der Grafen von Pembroke. 1457 wurde hier Heinrich Tudor geboren, der spätere Heinrich VII.
Obwohl die Burg damals etwas von einem Vorposten hatte, reichte die strategische Bedeutung des Standortes doch aus, um in den ersten 150 Jahren eine weitere Verstärkung der Anlage zu rechtfertigen. Die ersten aus Stein bestehenden Erweiterungen gehen auf die Mitte des 13. Jahrhunderts zurück. Auch die Stadtmauer stammt aus dieser Zeit.

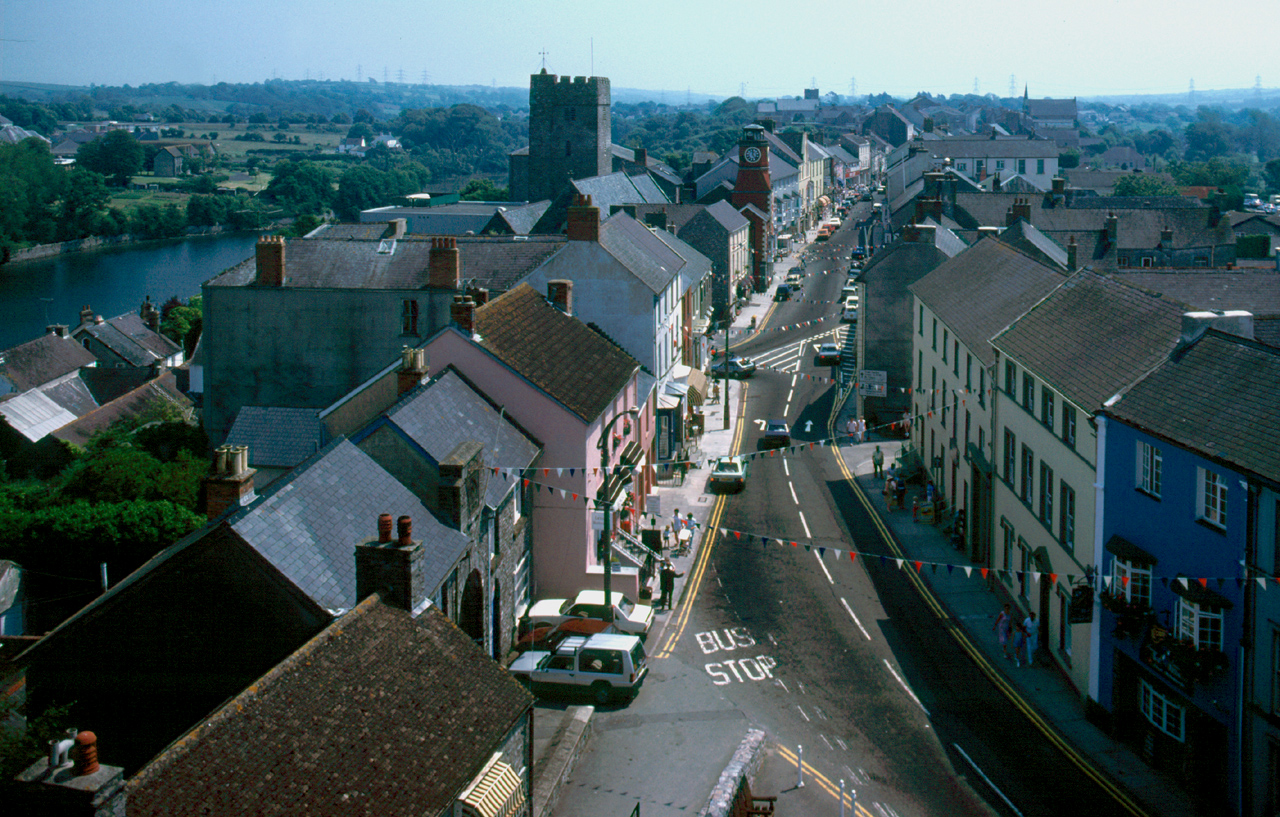
Pembroke von der Burg aus gesehen

Im Englischen Bürgerkrieg wurde Pembroke bekannt, als sich der Bürgermeister John Poyer 1648 trotz der mehrheitlichen lokalen Unterstützung für das Parlament auf die Seite der Königstreuen stellte. Zusammen mit einer Gruppe von Sympathisanten besetzte er die Burg – damals schon eine Respekt einflößende Feste – und gab erst auf, nachdem Oliver Cromwells Truppen die Stadt mit Artillerie unter Feuer genommen und großen Schaden angerichtet hatten.

## Wirtschaft
Im Mittelalter brachte die von den flämischen Einwanderern eingeführte Textilfabrikation der Stadt eine Zeit des Wohlstandes, die aber schon vor dem 16. Jahrhundert wieder zu Ende war.
Die ersten Ausläufer der industriellen Revolution, die hauptsächlich mit der Eisenbahn in die ländlichen Gebiete Großbritanniens vordrang, erreichten Pembroke im Jahr 1863 mit der Eröffnung der Bahnverbindung nach Tenby. Ein paar Jahre später kamen noch andere, zur Great Western Railway gehörende Bahnstrecken hinzu.
Pembroke ist hauptsächlich Marktflecken sowie Touristenzentrum nahe den Attraktionen des Pembrokeshire-Coast-Nationalparks und etlicher anderer Ausflugsziele wie zum Beispiel die Ferienorte Tenby und Saundersfoot, die Ortschaften Pembroke Dock und Milford Haven, die Burgen Manorbier Castle und Carew Castle, die Strände an der Küste, der Marktflecken Narberth, der malerische Haven Waterway und der Pembrokeshire Coast Path.
In Pembroke entstand das größte Gas-und-Dampf-Kombikraftwerk Großbritanniens. Das nach über dreijähriger Bauzeit am 19. September 2012 offiziell in Betrieb gegangene Kraftwerk wurde für über 800 Millionen Euro von RWE npower und RWE Technology gebaut und leistet über 2000 MW. Es besteht aus fünf baugleichen Blöcken. Die Gasturbinen sind vom Typ GT26 von Alstom, ehemals Asea Brown Boveri (ABB Ltd). Das Kraftwerk erreicht einen Wirkungsgrad von circa 60 % und gehört zu den effizientesten in Großbritannien. Gekühlt wird es mit Wasser aus dem Milford Haven Waterway. Zudem gibt es eine Raffinerie von Valero Energy, die 1400 Arbeiter beschäftigt (Stand 2011).

## Stadtbild
Die Main Street ist die Geschäftsstraße und zieht sich durch die ganze Altstadt. Entlang der Straße stehen eine Reihe von Gebäuden aus georgianischer Zeit und aus der Tudor-Periode.
Es gibt zwei historische Gotteshäuser in Pembroke, die Kirche St. Michael und die anglikanische Kirche St. Mary the Virgin. Diese wurde 1260 gegründet und steht in der Nähe der Ruinen eines Benediktinerklosters von 1098, dessen Kirche 1882 rekonstruiert wurde. Außerdem existiert ein Heimatmuseum.

## Städtepartnerschaften
Pembroke ist seit 1977 mit der niedersächsischen Stadt Bergen bei Celle verpartnert.

## Trivia
1682 wurde in Little Newcastle der als Black Bart (walisisch: Barti Ddu) bekannte Pirat Bartholomew Roberts geboren. Pembroke ist der Drehort des Kinofilms Ein ganzes halbes Jahr.